# Forjare
Forjarea este termenul pentru deformarea metalului folosind forțe de compresiune.
Forjarea constă în prelucrarea unui metal sau a unui aliaj prin deformare plastică la cald sau la rece, cu ajutorul unui ciocan sau al unei prese.
Forjarea la rece este realizată la temperatura camerei sau la o temperatură apropiată de cea a camerei. Forjarea la căldură extremă se realizează la temperaturi înalte, care fac metalul mai ușor de deformat fără să se ajungă la ruperea (distrugerea) lui. Forjarea la cald se realizează la temperaturi între temperatura camerei și temperaturi înalte de forjare. Piesele forjate pot fi clasificate după mărime. Piesele forjate necesită prelucrare în continuare pentru a se obține piesa finită.
Forjarea liberă pe ciocane și prese, cu capul ciocanului plan sau profilat și cu matrițe deschise se folosește îndeosebipentru producția individuală și în serie mică, de cele mai multe ori pentru piese mari, arbori mari, biele etc.

## Avantaje și dezavantaje
Metalul prelucrat prin forjare este mai rezistent decât cel obținut prin turnare sau cel din piesele prelucrate pe mașini unelte. Aceasta se datorează curgerii grăunților în urma forjării. Pe măsură ce metalul este presat (lovit), grăunții se deformează și urmăresc forma piesei, astfel încât aceștia își păstrează continuitatea în secțiune. Unele tehnologii moderne beneficiază de avantajul acestui raport mare între rezistență-sarcină.
Multe metale sunt forjate la cald, dar fierul și aliajele feroase sunt aproape întotdeauna forjate la căldură extremă. Aceasta din două motive: dacă vor fi tratate termic prin călire, materialele dure ca fierul și oțelul ar deveni extrem de greu prelucrabile, în al doilea rând oțelul poate fi durificat prin alte mijloace decât prelucrarea la cald, astfel încât este mai economică forjarea la cald față de tratamentul termic. Aliajele care sunt pretabile la călirea prin precipitare, precum majoritatea aliajelor de aluminiu și titan, pot fi, de asemenea, forjate la cald în loc să fie tratate termic. Celelalte materiale trebuie să fie durificate printr-un proces propriu de forjare.

## Forjarea la căldură extremă
Forjarea la căldură extremă este definită ca prelucrarea metalului peste temperatura sa de recristalizare. Principalul avantaj al forjării la căldură extremă este faptul că efectele tensiunilor de durificare din metalul deformat sunt anihilate prin procesul de recristalizare. Celelalte avantaje includ:
- Scăderea limitei de elasticitate, deci prelucrarea este mai facilă și cu mai puțină energie consumată (forță)
- Creșterea ductilității
- Temperaturile înalte cresc difuzia, care poate elimina sau reduce neomogenitățile chimice
- Porii pot fi micșorați ca mărime sau închiși complet în timpul deformării
- În oțel, austenita FCC cu rezistență mică și ductilă, se deformează la temperaturi mai joase față de ferita BCC rezistentă

Dezavantajele forjării la căldură extremă sunt:
- Reacții nedorite între metal și atmosfera înconjurătoare
- Toleranțe mai puțin precise cauzate de contracția termică și deformările datorate răcirii neuniforme
- Granulația structurală poate varia ca forme și dimensiuni în interiorul metalului, din cauza unor multe și diferite motive

## Forjarea la rece
Forjarea la rece este definită ca prelucrarea metalului sub temperatura sa de recristalizare, dar, de obicei, la o temperatură apropiată de cea a camerei.
Avantaje:
- Nu este folosită încălzirea
- Finisare mai bună a suprafeței
- Control superior asupra dimensiunilor
- O mai bună reproductibilitate și interschimbabilitate
- Proprietățile pe cele trei direcții pot fi distribuite uniform în interiorul metalului
- Problemele de contaminare sunt minimizate

Dezavantaje
- Se cer forțe mai mari
- Se cer echipamente mai puternice și unelte mai rezistente
- Metalul este mai puțin ductil
- Suprafețele metalice trebuie curățate și debavurate
- Detensionările intermediare pot fi necesare pentru compensarea pierderii de ductilitate care însoțește tensiunile de forjare
- Proprietățile distribuite pe cele trei direcții pot fi afectate
- Se pot produce tensiuni reziduale nedorite

## Procesele tehnologice

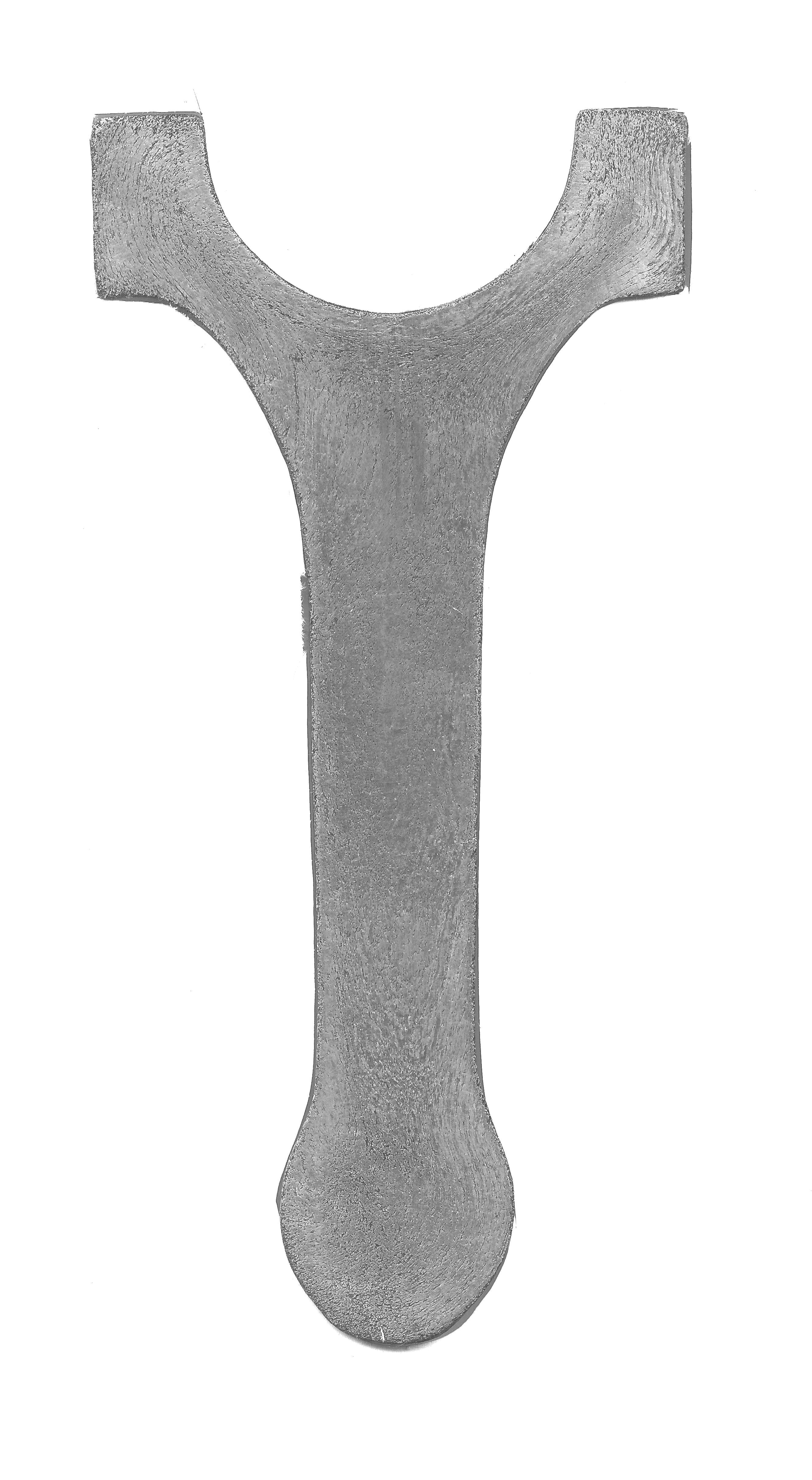
Secțiune scanată a unei tije de conexiune forjate care a fost gravată pentru a arăta curgerea granulației

Există multe, diferite și disponibile modalități de forjare, totuși acestea pot fi grupate în trei mari categorii:
- tragere (întindere): mărirea lungimii, micșorarea secțiunii transversale
- aplatizare (refularea): micșorarea lungimii, mărirea secțiunii transversale
- presarea materialului în matrițe închise compact: producerea curgerii multidirecționale a materialului

Procesele obișnuite de forjare includ: forjarea prin laminare, deformare, zimțare, forjare în matriță deschisă, forjarea în matriță prin imprimare, forjarea cu presare, forjarea la cald automată, refularea (aplatizarea) materialului, forjarea pe mașini de forjat orizontale (MFO).